# نصب زالونغو
نصب زالونغو هو نحت ضخم من عام 1961 لجورج زونغولوبولوس، يخلد ذكرى رقصة زالونغو، وهي انتحار جماعي للنساء والأطفال في عام 1803. يقع على ارتفاع 700 متر على جبل زالونغو، بالقرب من بروزة، اليونان، حيث يمكن رؤيته. أقرب قرية هي كامارينا، يمكن للمرء الوصول إلى النصب التذكاري من دير القديس ديميتريوس (ارتفاع 590 مترًا)، والذي يؤدي إلى القمة عبر ممر مرصوف بالحصى من 410 درجات.
يصور النصب ستة شخصيات أنثوية مجردة متشابكة الأيدي. يبلغ طوله 18 مترًا وارتفاعه 13 مترًا ومصنوع من الخرسانة المدعومة بـ 4300 كتلة من الحجر الجيري الأبيض (40 × 30 × 25 سم لكل منها). استغرق البناء ست سنوات، من عام 1954 إلى عام 1960، وتم تمويله من خلال حملتين لجمع التبرعات للطلاب للطلاب الهيلينية.

## التاريخ
10 يونيو 1950: في اجتماع للمعلمين في منطقة بريفيزا، اقترح مدير مدرسة كامارينا الابتدائية، جورج ساكاس ، بناء نصب تذكاري لتكريم النساء البطلات في سولي.
1 سبتمبر 1950: دعا حاكم بروزة، سبيروس كافيتزيس ، جميع العمد لجمع الأموال من أجل بناء نصب زالونغو. في نوفمبر، قرر جورجوس كرونيس، مفتش المقاطعة للمدارس الابتدائية، القيام بجمع الأموال من خلال المدارس.
29 أكتوبر 1950: تم وضع رسم رمزي لأساس نصب زالونغو. حضر الحفل القادة السياسيين والعسكريين والدينيين في المنطقة إلى جانب العديد من المواطنين.
مايو 1953: مع رفع 500 ألف دراخما للنصب التذكاري، أعلنت وزارة التربية والتعليم عن مسابقة وطنية للنحاتين والمهندسين المعماريين.
يوليو 1954: بدأ بناء النصب تحت إشراف جورج زونغولوبولوس وباتركلوس كارانتينوس، اللذين عرضا إشرافهما دون أجر. تم تعيين الجزء التقني من النصب إلى الحرفي الرخامي إليفيتيريو جيفتوبول. وفي كل ربيع وصيف وحتى الانتهاء من المشروع، أمضى جورج زونغولوبولوس وزوجته إيليني باشااليدو - زونغولوبولو، المسافران بالمركبات العسكرية، 3-4 أشهر في العمل على البناء. تم نقل جميع المواد (الرمل والحصى والخرسانة والمياه والخشب وما إلى ذلك) باليد حتى تم إنشاء آلية مرتجلة لرفع المواد
خلال بناء النصب التذكاري، قدم مواطنو كامارينا وكذلك القوات العسكرية المساعدة. وفي 10 يونيو 1961: تم الانتهاء من النصب وحفل إزاحة الستار مع القادة السياسيين والمواطنين الذين حضروا. - على الجانب الشرقي من قاعدة النصب التذكاري هناك نقش رخامي بأسماء الأشخاص الذين ساهموا في العمل: 'النحات: جورج زونغولوبولوس، المهندس المعماري: باتروكلوس كارانتينوس، فني: إليفيشيروس جيفتوبولوس'.
بين عامي 2008-2013، قامت بلدية بروزة، بالتعاون مع مؤسسة جورج زونغولوبولوس، بترميم وصيانة نصب زالونغو. يزور النصب 30.000 شخصًا كل عام، وتنظم بلدية بروزة كل صيف 'الزلاونجيا'، وهو عيد واحتفال في الساحة المركزية في كامارينا.